# Robert Palmer
Robert Palmer   (Batley, 19 de gener de 1949 - París, 26 de setembre de 2003) va ser un cantant i escriptor de cançons anglès
Era conegut per la seva distintiva veu commovedora, una barreja eclèctica d'estils musicals en els seus discos, combinant jazz, pop rock, pop, reggae i blues i la seva forma de vestir elegant. Va tenir èxit tant cantant sol com en grup amb Power Station
Els seus videos més coneguts els va dirigir el fotògraf de modes Terence Donovan i van ser titulats "Addicted to Love" i "Simply Irresistible" on intervenien ballarines de cara pàl·lida vestides de manera idèntica, amb els ulls maquillats de negre i amb els llavis pintats de vermell brillant, les quals semblaven les dones de l'artista de la dècada de 1980 Patrick Nagel. Palmer va començar en la indústria de la música a la dècada de 1960 incloent haver estat lletrista de Vinegar Joe.
Palmer va rebre els premis Grammy Award per la millor veu masculina en el Rock i un MTV Video Music Award.
Palmer morí en un hotel de París víctima d'un atac de cor. Duran Duran en va dir; "Ell va ser un amic molt estimat i un gran artista. Aquesta és una tràgica pèrdua per la indústria musical britànica."

## Discografia

### Àlbuns d'estudi
| Any  | Detall de l'àlbum                                 | Posicions | Posicions | Posicions | Posicions | Posicions | Posicions | Posicions | Certificacions (vendes)                         |
| Any  | Detall de l'àlbum                                 | UK        | AUS       | FRA       | NLD       | NZ        | SWE       | US        | Certificacions (vendes)                         |
| ---- | ------------------------------------------------- | --------- | --------- | --------- | --------- | --------- | --------- | --------- | ----------------------------------------------- |
| 1974 | Sneakin' Sally Through the Alley - Label: Island  | -         | -         | -         | -         | -         | -         | 107       |                                                 |
| 1975 | Pressure Drop - Label: Island                     | -         | -         | -         | -         | -         | -         | 136       |                                                 |
| 1976 | Some People Can Do What They Like - Label: Island | 46        | 80        | -         | -         | -         | -         | 68        |                                                 |
| 1978 | Double Fun - Label: Island                        | -         | 75        | -         | 10        | 29        | -         | 45        |                                                 |
| 1979 | Secrets - Label: Island                           | 54        | 23        | -         | 42        | 39        | -         | 19        | - CAN: Platinum                                 |
| 1980 | Clues - Label: Island                             | 31        | 26        | 3         | 16        | 21        | 1         | 59        | - CAN: Gold                                     |
| 1983 | Pride - Label: Island                             | 37        | 89        | 12        | 22        | 27        | 36        | 112       |                                                 |
| 1985 | Riptide - Label: Island                           | 5         | 17        | -         | 72        | 13        | -         | 8         | - UK: Gold - CAN: 3× Platinum - US: 2× Platinum |
| 1988 | Heavy Nova - Label: EMI                           | 17        | 2         | -         | 42        | 14        | 47        | 13        | - UK: Gold - CAN: Platinum - US: Platinum       |
| 1990 | Don't Explain - Label: EMI America                | 9         | 29        | -         | 85        | 48        | 48        | 88        | - UK: Gold                                      |
| 1992 | Ridin' High - Label: EMI America                  | 32        | -         | -         | -         | -         | -         | 173       |                                                 |
| 1994 | Honey - Label: EMI                                | 25        | -         | -         | 85        | -         | -         | -         |                                                 |
| 1999 | Rhythm & Blues - Label: Eagle                     | 118       | -         | -         | -         | -         | -         | -         |                                                 |
| 2003 | Drive - Label: Compendia                          | -         | -         | -         | -         | -         | -         | -         |                                                 |

### Amb Power Station
| Any  | Detall d'àlbum                  | Certificacions (Vendes)   |
| ---- | ------------------------------- | ------------------------- |
| 1985 | Power Station - Label: Capitol  | - US: Platinum - UK: Gold |
| 1996 | Living in Fear - Label: Capitol |                           |

### Singles
| Any  | Títol                                                       | âlbum                                | Posicions | Posicions | Posicions | Posicions | Posicions | Posicions | Posicions | Posicions  | Posicions | Posicions      | Posicions |
| Any  | Títol                                                       | âlbum                                | UK        | Australia | Canada    | France    | Germany   | Ireland   | NZ        | US Hot 100 | US MSR    | US Modern Rock | US US AC  |
| ---- | ----------------------------------------------------------- | ------------------------------------ | --------- | --------- | --------- | --------- | --------- | --------- | --------- | ---------- | --------- | -------------- | --------- |
| 1975 | "Get Outside"                                               | Sneakin' Sally Through the Alley     | –         | –         | –         | –         | –         | –         | –         | 105        | –         | –              | –         |
| 1975 | "Sneakin' Sally Through the Alley"                          | Sneakin' Sally Through the Alley     | –         | –         | –         | –         | –         | –         | –         | –          | –         | –              | –         |
| 1976 | "Give Me An Inch"                                           | Pressure Drop                        | –         | –         | –         | –         | –         | –         | –         | 106        | –         | –              | –         |
| 1976 | "Which of Us Is The Fool"                                   | Pressure Drop                        | –         | –         | –         | –         | –         | –         | –         | –          | –         | –              | –         |
| 1976 | "Man Smart, Woman Smarter"                                  | Some People Can Do What They Like    | –         | 90        | –         | –         | –         | –         | –         | 63         | –         | –              | –         |
| 1978 | "Every Kinda People"                                        | Double Fun                           | 53        | 82        | 12        | 6         | –         | –         | 35        | 16         | –         | –              | 22        |
| 1978 | "Best of Both Worlds"                                       | Double Fun                           | –         | –         | –         | –         | 36        | –         | –         | –          | –         | –              | –         |
| 1979 | "What's It Take"                                            | Double Fun                           | –         | –         | –         | 9         | 19        | –         | –         | –          | –         | –              | –         |
| 1979 | "Bad Case of Loving You (Doctor, Doctor)"                   | Secrets                              | 61        | 13        | 1         | 9         | –         | –         | 20        | 14         | –         | –              | –         |
| 1979 | "Jealous"                                                   | Secrets                              | –         | –         | 31        | –         | –         | –         | –         | 106        | –         | –              | –         |
| 1979 | "Can We Still Be Friends"                                   | Secrets                              | –         | –         | –         | –         | –         | –         | –         | 52         | –         | –              | –         |
| 1980 | "Johnny and Mary"                                           | Clues                                | 44        | 20        | 32        | 8         | 7         | –         | 12        | –          | –         | –              | –         |
| 1980 | "Looking for Clues"                                         | Clues                                | 33        | 23        | 7         | 6         | 3         | –         | –         | 105        | –         | –              | –         |
| 1982 | "Some Guys Have All the Luck"                               | Maybe It's Live                      | 16        | 41        | –         | 6         | 52        | –         | 49        | –          | 59        | –              | –         |
| 1983 | "You Are in My System"                                      | Pride                                | 53        | 83        | –         | –         | 52        | –         | 27        | 78         | 33        | –              | –         |
| 1983 | "You Can Have It (Take My Heart)"                           | Pride                                | 66        | –         | –         | –         | –         | –         | –         | –          | –         | –              | –         |
| 1983 | "Pride"                                                     | Pride                                | –         | –         | –         | –         | –         | –         | –         | –          | –         | –              | –         |
| 1985 | The Power Station: "Some Like It Hot"                       | The Power Station                    | 14        | –         | 9         | –         | 16        | –         | 8         | 6          | 34        | –              | –         |
| 1985 | The Power Station: "Get It On (Bang a Gong)"                | The Power Station                    | 22        | –         | 15        | –         | 37        | –         | 16        | 9          | 19        | –              | –         |
| 1985 | The Power Station: "Communication"                          | The Power Station                    | 75        | –         | 46        | –         | –         | –         | –         | 34         | –         | –              | –         |
| 1985 | "Discipline of Love"                                        | Riptide                              | 95        | –         | –         | –         | –         | –         | –         | 82         | 63        | –              | –         |
| 1986 | "Riptide"                                                   | Riptide                              | 85        | –         | –         | –         | –         | –         | –         | –          | –         | –              | –         |
| 1986 | "Addicted to Love"                                          | Riptide                              | 5         | 1         | 4         | –         | –         | 4         | 2         | 1          | 1         | –              | –         |
| 1986 | "Hyperactive"                                               | Riptide                              | –         | 72        | –         | –         | –         | –         | –         | 33         | 21        | –              | –         |
| 1986 | "I Didn't Mean to Turn You On"                              | Riptide                              | 9         | 26        | 13        | –         | –         | 8         | 23        | 2          | 3         | –              | –         |
| 1986 | "Discipline of Love" (re-issue)                             | Riptide                              | 68        | –         | –         | –         | –         | –         | –         | –          | –         | –              | –         |
| 1988 | "Sweet Lies"                                                | Sweet Lies Motion Picture Soundtrack | 58        | –         | –         | 8         | –         | –         | –         | 94         | –         | –              | –         |
| 1988 | "Simply Irresistible"                                       | Heavy Nova                           | 44        | 1         | 2         | 10        | 57        | –         | 6         | 2          | 1         | –              | –         |
| 1988 | "Early in the Morning"                                      | Heavy Nova                           | –         | 26        | 81        | –         | –         | –         | –         | 19         | 40        | –              | –         |
| 1988 | "She Makes My Day"                                          | Heavy Nova                           | 6         | 9         | –         | –         | –         | 6         | 47        | –          | –         | –              | –         |
| 1989 | "Tell Me I'm Not Dreaming"                                  | Heavy Nova                           | –         | –         | –         | –         | –         | –         | –         | 60         | –         | –              | –         |
| 1989 | "Change His Ways"                                           | Heavy Nova                           | 28        | 38        | –         | –         | 62        | 21        | 29        | –          | –         | –              | –         |
| 1989 | "It Could Happen to You"                                    | Heavy Nova                           | 71        | –         | –         | –         | –         | –         | –         | –          | –         | –              | –         |
| 1989 | "Bad Case of Loving You (Doctor Doctor)" (re-issue)         | Addictions Volume I                  | 80        | –         | –         | –         | –         | –         | –         | –          | –         | –              | –         |
| 1990 | "Life in Detail"                                            | Pretty Woman [Soundtrack]            | –         | –         | 34        | –         | –         | –         | –         | –          | 7         | 14             | –         |
| 1990 | "I'll Be Your Baby Tonight" (Robert Palmer and UB40)        | Don't Explain                        | 6         | 4         | 58        | 25        | 14        | 6         | 1         | –          | –         | 24             | –         |
| 1990 | "You're Amazing"                                            | Don't Explain                        | –         | –         | 14        | –         | –         | –         | –         | 28         | 5         | –              | –         |
| 1991 | "Mercy Mercy Me (The Ecology)" / "I Want You"               | Don't Explain                        | 9         | –         | 6         | 7         | 33        | 8         | 33        | 16         | –         | –              | 4         |
| 1991 | "Dreams to Remember"                                        | Don't Explain                        | 68        | –         | –         | –         | –         | –         | –         | –          | –         | –              | –         |
| 1991 | "Happiness"                                                 | Don't Explain                        | –         | –         | –         | –         | 62        | –         | –         | –          | –         | –              | –         |
| 1992 | "Every Kinda People" (remix)                                | Addictions Volume II                 | 43        | –         | 26        | –         | –         | –         | –         | –          | –         | –              | 8         |
| 1992 | "Witchcraft"                                                | Ridin' High                          | 50        | –         | –         | –         | –         | –         | –         | –          | –         | –              | –         |
| 1994 | "Girl U Want"                                               | Honey                                | 57        | –         | –         | –         | –         | –         | –         | –          | –         | –              | –         |
| 1994 | "Know by Now"                                               | Honey                                | 25        | –         | 23        | 5         | 51        | –         | –         | –          | –         | –              | –         |
| 1994 | "You Blow Me Away"                                          | Honey                                | 38        | –         | –         | –         | –         | –         | –         | –          | –         | –              | –         |
| 1995 | "Respect Yourself"                                          | The Very Best of                     | 45        | –         | –         | –         | –         | –         | –         | –          | –         | –              | –         |
| 1996 | The Power Station: "She Can Rock It"                        | Living in Fear                       | 63        | –         | –         | –         | –         | –         | –         | –          | –         | –              | –         |
| 1999 | "True Love"                                                 | Rhythm and Blues                     | 94        | –         | –         | –         | –         | –         | –         | –          | –         | –              | –         |
| 2003 | "Addicted to Love" (Remix) (Shake B4 Use vs. Robert Palmer) | Addicted to Love (Remix) – single    | 42        | –         | –         | –         | –         | –         | –         | –          | –         | –              | –         |